# 3464 Owensby
A 3464 Owensby (ideiglenes jelöléssel 1983 BA) a Naprendszer kisbolygóövében található aszteroida. Edward L. G. Bowell fedezte fel 1983. január 16-án.